# U.S. Route 85
U.S Route 85 (också kallad U.S. Highway 85 eller med förkortningen  US 85) är en amerikansk landsväg i USA. Den utgör den amerikanska delen av CanAm Highway, som fortsätter norrut vid kanadensiska gränsen som Saskatchewan Highway 35. Genom New Mexico samskyltas vägen med motorvägarna Interstate 10 och Interstate 25.